# 六鰓粘盲鰻
六鰓黏盲鳗，为盲鳗科黏盲鳗属的鱼类。分布於東南大西洋區，從納米比亞至南非德班海域，屬底棲魚類，棲息深度在水深10至400公尺，體長可達80公分，在泥底掘洞而居，以死屍為食。